# 所沢航空記念公園野球場
所沢航空記念公園野球場（ところざわこうくうきねんこうえんやきゅうじょう）は、埼玉県所沢市の所沢航空記念公園内にある硬式野球場である。

## 概要
1984年に陸軍航空技術学校本館の跡地に軟式野球専用の球場として開場。2006年に硬式野球に対応する改修を行った。併せて球場の管理権を所沢市に移管した。
主に高校野球埼玉大会、草野球、少年野球などに使用される。2016年には東都大学準硬式野球連盟の2部リーグ戦でも使用された。2022年には、ベースボール・チャレンジ・リーグ（ルートインBCリーグ）の埼玉武蔵ヒートベアーズが公式戦1試合を日程に組み込み、5月28日に予定通り開催された。
同公園内には、航空発祥記念館、テニスコート、サッカー場、売店などがある。

## 施設概要
- 両翼92m、中堅120m
- スコアボード：得点部：磁気反転式　チーム名、選手名、審判名：手動式
- 収容人員：4,000人（メインスタンド=座席 1.000人、内野=芝生 1,300人、外野=芝生 1,700人）

## 交通
西武新宿線航空公園駅下車。徒歩8分。高校野球埼玉大会で使用される球場の中で最寄駅から最も近い球場。